# Belanti (Tanjung Raja)
Belanti is een bestuurslaag in het regentschap Ogan Ilir van de provincie Zuid-Sumatra, Indonesië. Belanti telt 1958 inwoners (volkstelling 2010).